# Celeophracta corusca
Celeophracta corusca är en fjärilsart som beskrevs av Turner 1935. Celeophracta corusca ingår i släktet Celeophracta och familjen plattmalar. Inga underarter finns listade i Catalogue of Life.